# Culicoides efferus
Culicoides efferus är en tvåvingeart som beskrevs av Fox 1952. Culicoides efferus ingår i släktet Culicoides och familjen svidknott. Inga underarter finns listade i Catalogue of Life.